# Nouvelle Flore de l'Algérie
Nouvelle Flore de l'Algérie (abreviado Nouv. Fl. Algér.) es un libro con ilustraciones y descripciones botánicas que fue escrito conjuntamente por Pierre Ambrunaz Quézel & Sébastien Santa y publicado en París en 2 volúmenes en los años 1962-1963 con el nombre de Nouvelle Flore de l'Algérie et des régions désertiques meridionales.